# HK Charków
HK Charków (ukr. Хокейний клуб «Харків») – ukraiński klub hokejowy z siedzibą w Charkowie.

## Historia
Klub został założony w 2007 jako HK Charków.
Od sezonu 2007/08 występuje w ukraińskiej Wyższej Lidze.

## Sukcesy
- Brązowy medal mistrzostw Ukrainy: 2010